# Causing a Commotion
"Causing a Commotion" är en låt framförd av den amerikanska popartisten Madonna. Den gavs ut som den andra singeln från soundtrackalbumet Who's That Girl den 25 augusti 1987. Madonna skrev och producerade låten tillsammans med Stephen Bray som en skildring av hennes förhållande med sin dåvarande man Sean Penn och hans oförskämda och våldsamma beteende. Låten, som präglas av ett dansorienterat upptemposväng, inleds med en choruseffekt och ackompanjeras av en fyranoters nedstigande basgång och staccatoackord i verserna.

## Format och låtlistor
| - 7"-vinylsingel 1. "Causing a Commotion" (Silver Screen Single Mix) – 4:05 2. "Jimmy Jimmy" (LP-version) – 3:54 - 12"-vinylsingel 1. "Causing a Commotion" (Silver Screen Mix) – 6:39 2. "Causing a Commotion" (Movie House Mix) – 9:44 3. "Jimmy Jimmy" (Fade) – 3:39 - 7"-vinylsingel (promo) – USA 1. "Causing a Commotion" (Silver Screen Single Mix) – 4:05 2. "Causing a Commotion" (Movie House Edit) – 4:08 | - 12"-maxisingel – USA 1. "Causing a Commotion" (Silver Screen Mix) – 6:39 2. "Causing a Commotion" (Dub) – 7:09 3. "Causing a Commotion" (Movie House Mix) – 9:44 4. "Jimmy Jimmy" (LP-version) – 3:54 - CD-singel – Tyskland, Storbritannien (1995) 1. "Causing a Commotion" (Silver Screen Mix) – 6:39 2. "Causing a Commotion" (Dub) – 7:09 3. "Causing a Commotion" (Movie House Mix) – 9:44 4. "Jimmy Jimmy" (LP-version) – 3:54 |

## Medverkande
- Madonna – sång, låtskrivare, producent
- Stephen Bray – låtskrivare, producent, ljudmix
- Shep Pettibone – ljudmix, ytterligare produktion
- Junior Vasquez – mixningstekniker, ljudredigering
- Steve Peck – mixningstekniker
- Donna De Lory – bakgrundssång
- Niki Haris – bakgrundssång

Medverkande är hämtade ur albumhäftet till Who's That Girl.

## Listplaceringar
| Lista (1987)                 | Högsta position |
| ---------------------------- | --------------- |
| Australien                   | 7               |
| Belgien                      | 2               |
| Eurochart Hot 100 Singles    | 3               |
| Irland                       | 2               |
| Italien                      | 4               |
| Kanada                       | 2               |
| Nederländerna                | 3               |
| Norge                        | 10              |
| Nya Zeeland                  | 6               |
| Schweiz                      | 9               |
| Spanien                      | 21              |
| Storbritannien               | 4               |
| Sverige                      | 13              |
| Tyskland                     | 14              |
| USA (Billboard Hot 100)      | 2               |
| USA (Hot Adult Contemporary) | 37              |
| USA (Hot Dance Club Play)    | 1               |
| Österrike                    | 14              |